# Episodi di Papà Noè (prima stagione)
La prima stagione della serie televisiva Papà Noè è stata trasmessa in anteprima negli Stati Uniti d'America dalla ABC tra il 5 febbraio 1996 e il 22 aprile 1996.
| nº | Titolo originale   | Titolo italiano | Prima TV USA     | Prima TV Italia |
| -- | ------------------ | --------------- | ---------------- | --------------- |
| 1  | Second Noah        |                 | 5 febbraio 1996  |                 |
| 2  | Hoops and Dreams   |                 | 12 febbraio 1996 |                 |
| 3  | Close Encounters   |                 | 19 febbraio 1996 |                 |
| 4  | Stormy Weather     |                 | 26 febbraio 1996 |                 |
| 5  | The Good Samaritan |                 | 2 marzo 1996     |                 |
| 6  | Julio Is My Dad    |                 | 4 marzo 1996     |                 |
| 7  | Ghost Story        |                 | 11 marzo 1996    |                 |
| 8  | The Rendezvous     |                 | 18 marzo 1996    |                 |
| 9  | The Big Chief      |                 | 1º aprile 1996   |                 |
| 10 | Dreamboat          |                 | 8 aprile 1996    |                 |
| 11 | A Dog's Life       |                 | 15 aprile 1996   |                 |
| 12 | King of the Road   |                 | 22 aprile 1996   |                 |